# Aktion Rheinland
Die Aktion Rheinland war eine Aktion der Düsseldorfer Widerstandsgruppe gegen den Nationalsozialismus um Karl August Wiedenhofen und Aloys Odenthal. Ihr Ziel war es, die Stadt Düsseldorf am 17. April 1945 kampflos an amerikanische Truppen zu übergeben und so vor weiterer Zerstörung zu bewahren.

## Lage im April 1945
Der Zweite Weltkrieg war für Deutschland verloren. Die Invasion durch die Alliierten hatte stattgefunden, die Wehrmacht war geschlagen und befand sich auf dem Rückzug. Die weitere Kriegsführung erschien der Bevölkerung vielerorts als aussichtslos.
Seit Ende Februar 1945 war Düsseldorf Frontstadt. Amerikanische Truppen – Teile der 83. US-Infanteriedivision – hatten Anfang März die Nachbarstadt Neuss und die linksrheinischen Stadtgebiete Düsseldorfs besetzt. Daraufhin wurden die Rheinbrücken gesprengt. Gauleiter der NSDAP und Reichsverteidigungskommissar Friedrich Karl Florian hatte den Befehl Verbrannte Erde ausgegeben. Alle Versorgungseinrichtungen und Verkehrsmittel sollten gesprengt werden, die Bevölkerung sollte Düsseldorf verlassen. Die Stadt lag unter ständigem Beschuss und war ab dem 10. April 1945 vollständig eingeschlossen. Die alliierten Luftangriffe hatten seit Mai 1940 mehr als 5000 Zivilisten getötet, rund 90 Prozent der Gebäude beschädigt und die Hälfte aller Gebäude zerstört. Am 12. Juni 1943 hatten sie gezielt einen Feuersturm entfacht.

## Gruppe um Wiedenhofen
Bereits seit Ende der 1930er Jahre trafen sich Aloys Odenthal und Theodor Winkens zu politischen Gesprächen in Gerresheim. Der Architekt Odenthal handelte aus christlicher Überzeugung. Er war bereits zweimal wegen regimekritischer Äußerungen von der Geheimen Staatspolizei verhört worden und es drohte ihm die Einweisung in ein Konzentrationslager. Winkens, gelernter Bäcker und Konditor, zu dieser Zeit als Angestellter im Polizeipräsidium, war mit einer Jüdin verheiratet. Weil er eine Scheidung ablehnte, wurde er 1937 entlassen. Der Rechtsanwalt Karl Müller beteiligte sich an Gesprächen, andere Personen verließen die Gruppe wieder.
1943 entstand über Müller Kontakt zur Widerstandsgruppe in der Düsseldorfer Innenstadt um Rechtsanwalt Karl August Wiedenhofen. Zu der Gruppe gehörten auch der Ingenieur und Kaufmann Josef Knab sowie die Handwerksmeister Ernst Klein, Josef Lauxtermann und Karl Kleppe. Die Gruppe traf sich zweimal monatlich zu Unterredungen, ohne Aktionen zu planen oder durchzuführen. Gemeinsames Ziel war die Befreiung Deutschlands vom Nationalsozialismus.
Ab Sommer 1944 gehörte auch der stellvertretende Polizeipräsident Otto Goetsch zur Gruppe um Wiedenhofen. Obwohl Goetsch ein hoher Beamter und NSDAP-Mitglied war, war er grundsätzlich gegen den Nationalsozialismus eingestellt.

## Entstehung und Durchführung der „Aktion Rheinland“
Aufgrund der sich zuspitzenden Lage in Düsseldorf wurde am 15. Februar 1945 der Entschluss gefasst, aktiv zu werden und eine kampflose Übergabe der Stadt an die vorrückenden Alliierten vorzubereiten. Die Schutzpolizei wurde als einzig vertrauenswürdige bewaffnete Organisation angesehen, die eine Durchführung der Aktion absichern konnte. Über Josef Knab entstand Kontakt ins Vorzimmer des Kommandeurs der Schutzpolizei Franz Jürgens, von dem bekannt war, dass er kurz zuvor ein Kommando über eine Kampfgruppe von Polizisten und Volkssturmmännern vehement abgelehnt hatte. Ein erstes Treffen mit Jürgens fand erst zwei Tage vor der Aktion statt.
Die Durchführung der Aktion wurde am 15. April in der Gruppe besprochen, die NS-Führung der Polizei sollte ausgeschaltet werden. Der Bauunternehmer Theodor Andresen und der „halbjüdische“ Student Hermann Weill stießen als Verstärkung zur Gruppe.
Am 16. April trafen sich Odenthal, Wiedenhofen, Knab, Müller und Andresen im Polizeipräsidium mit Jürgens. Hauptmann Gehrke, der Stellvertreter Jürgens, wurde eingeweiht. Die Aktion erhielt erst jetzt den Namen Rheinland. Der Düsseldorfer Polizeipräsident, SS-Brigadeführer August Korreng, wurde in einer Zelle des Polizeipräsidiums festgesetzt und Jürgens übernahm das Kommando der Polizei. Der stellvertretende Polizeipräsident Goetsch und Oberstleutnant Jürgens stellten einen Passierschein aus. Dieser Passierschein legitimierte Wiedenhofen als Unterhändler der Stadt Düsseldorf.
Kurze Zeit später wurde der Plan verraten und Korreng am späten Nachmittag durch einen Stoßtrupp wieder befreit. Ein Teil der Widerständler konnte fliehen, die anderen wurden noch im Polizeipräsidium festgenommen. Goetsch konnte nach der Befreiung Korrengs ebenfalls entkommen und versteckte sich bei Karl Müller. Am 18. April stellte er sich den Amerikanern zur Verfügung.

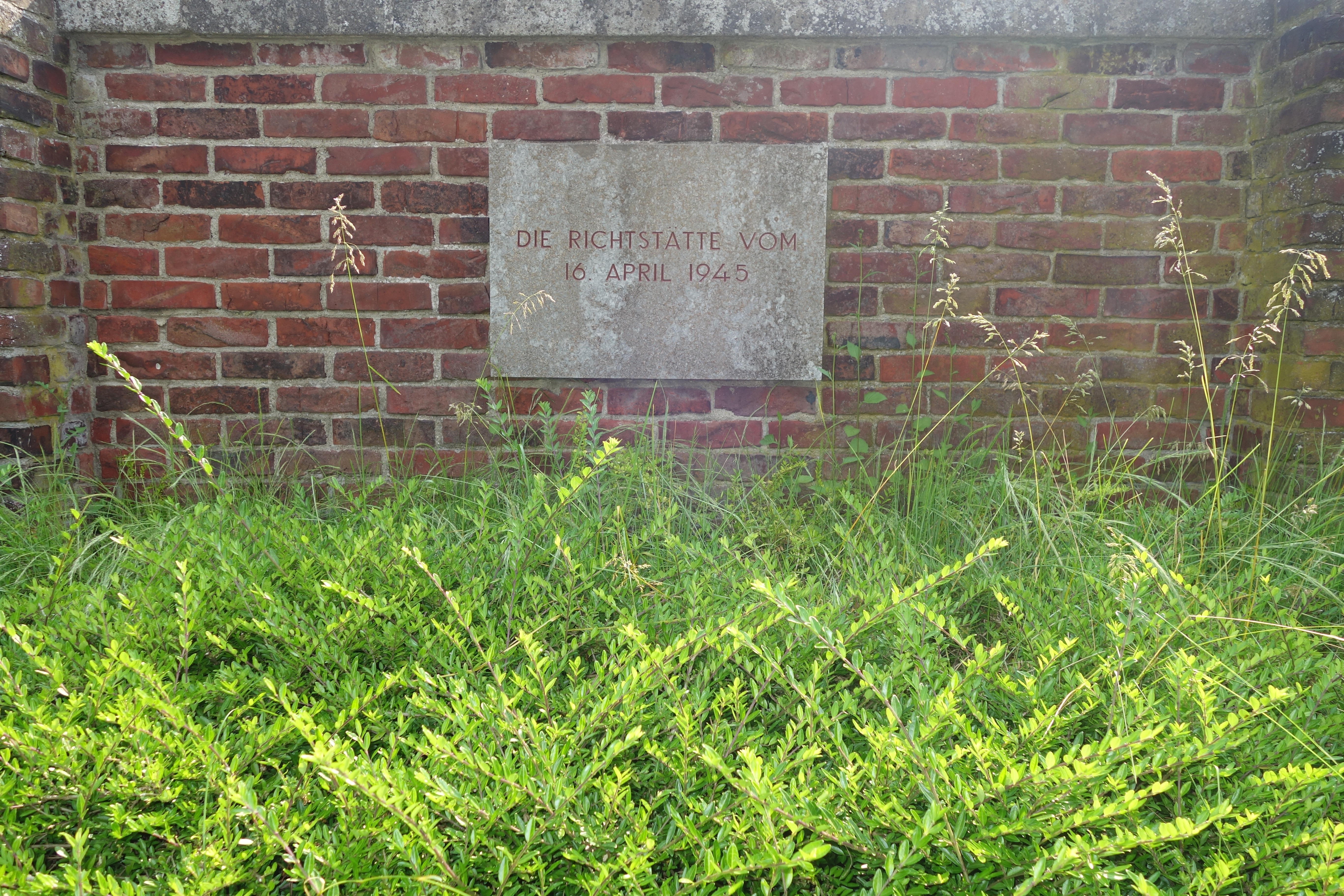
Mahntafel an der Richtstätte

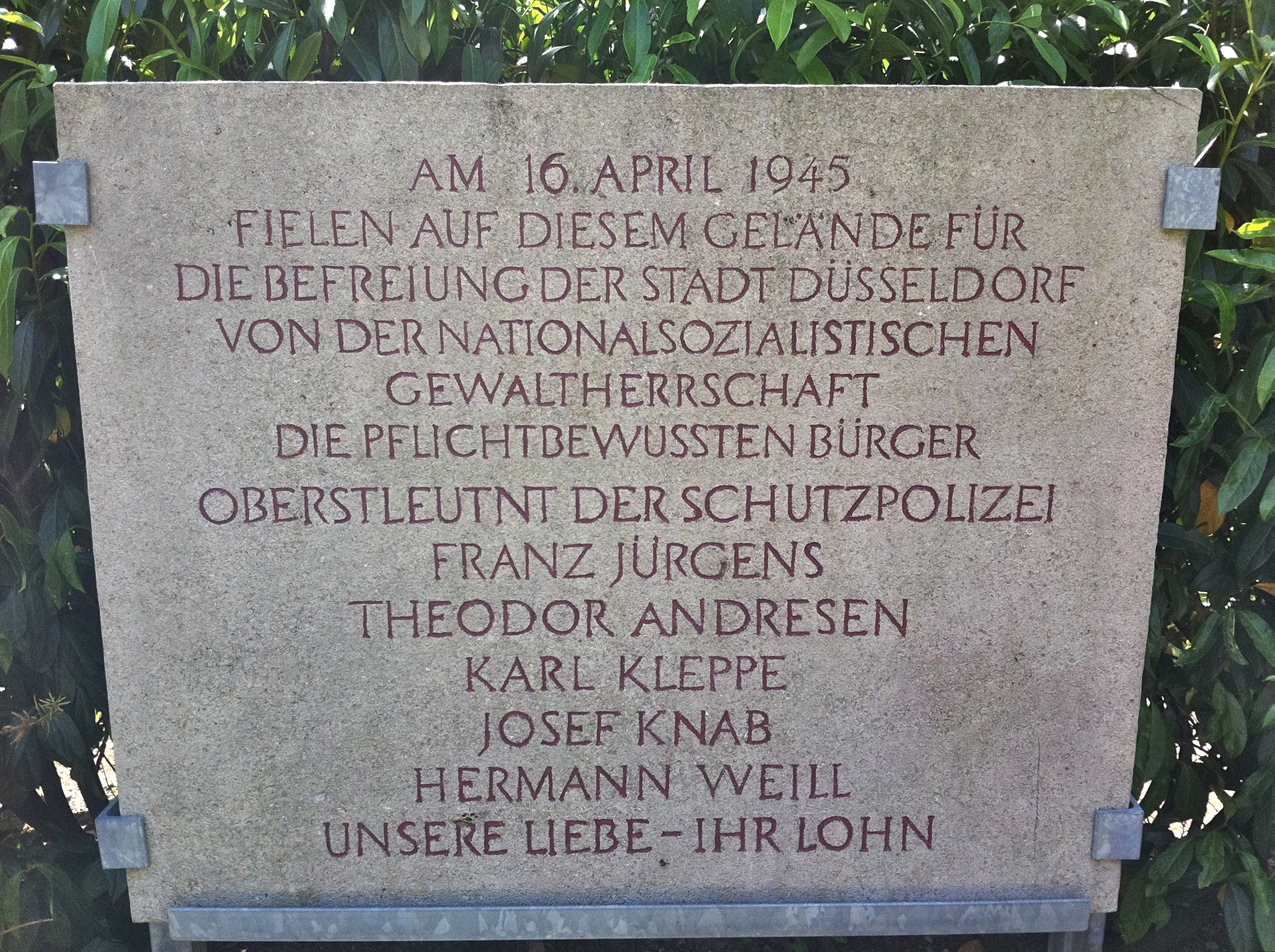
Gedenkstätte auf der Anton-Betz-Straße, nahe der Richtstätte

August Wiedenhofen und Aloys Odenthal erreichten am Nachmittag des 16. April 1945 bei Mettmann amerikanische Linien und konnten nach langen Verhandlungen die Stadt kampflos an die amerikanischen Truppen übergeben. Ein Luftangriff mit 800 Bombern, der für den 17. April um 1:10 Uhr geplant war, konnte buchstäblich in letzter Minute aufgehalten werden. Am 17. April rückten die Amerikaner nach Düsseldorf ein, ohne dass es zu nennenswerten Kampfhandlungen kam. Odenthal und Wiedenhofen fuhren auf den Panzern mit und führten sie bis zum Polizeipräsidium.
Noch in der Nacht zum 17. April wurden Jürgens, Andresen, Kleppe, Knab und Weill in Standgerichtsverfahren wegen Kriegsverrats zum Tode verurteilt und auf dem Hof der „Allgemeinen Berufsschule“, heute das „Franz-Jürgens-Berufskolleg“, an der Färberstraße 34 erschossen; Gehrke wurde freigesprochen. Die Leichen wurden verscharrt, aber kurze Zeit später wieder exhumiert und am 1. Juni 1945 obduziert. Dabei wurden bei Knab und Andresen schwere Misshandlungen festgestellt.

## Nach Kriegsende

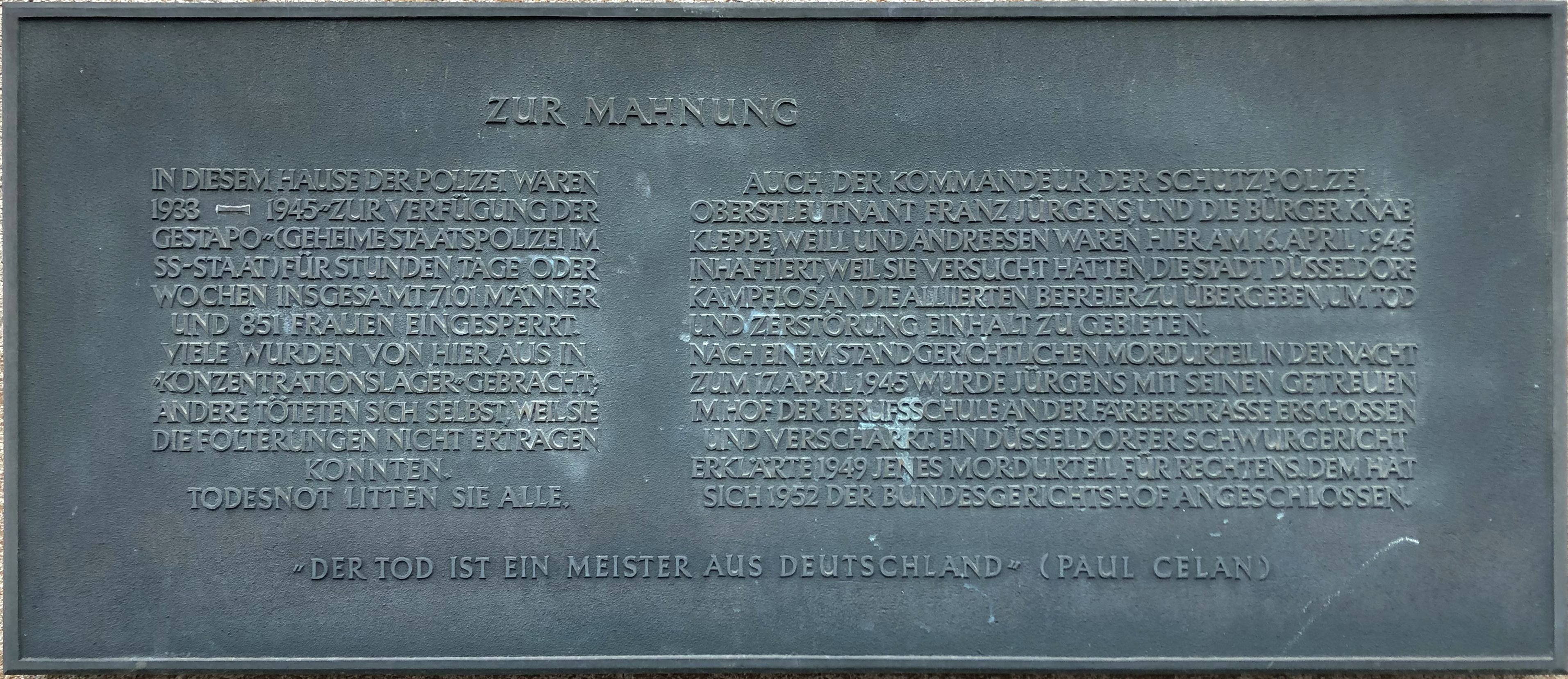
Gedenktafel „Zur Mahnung“ am Polizeipräsidium Düsseldorf

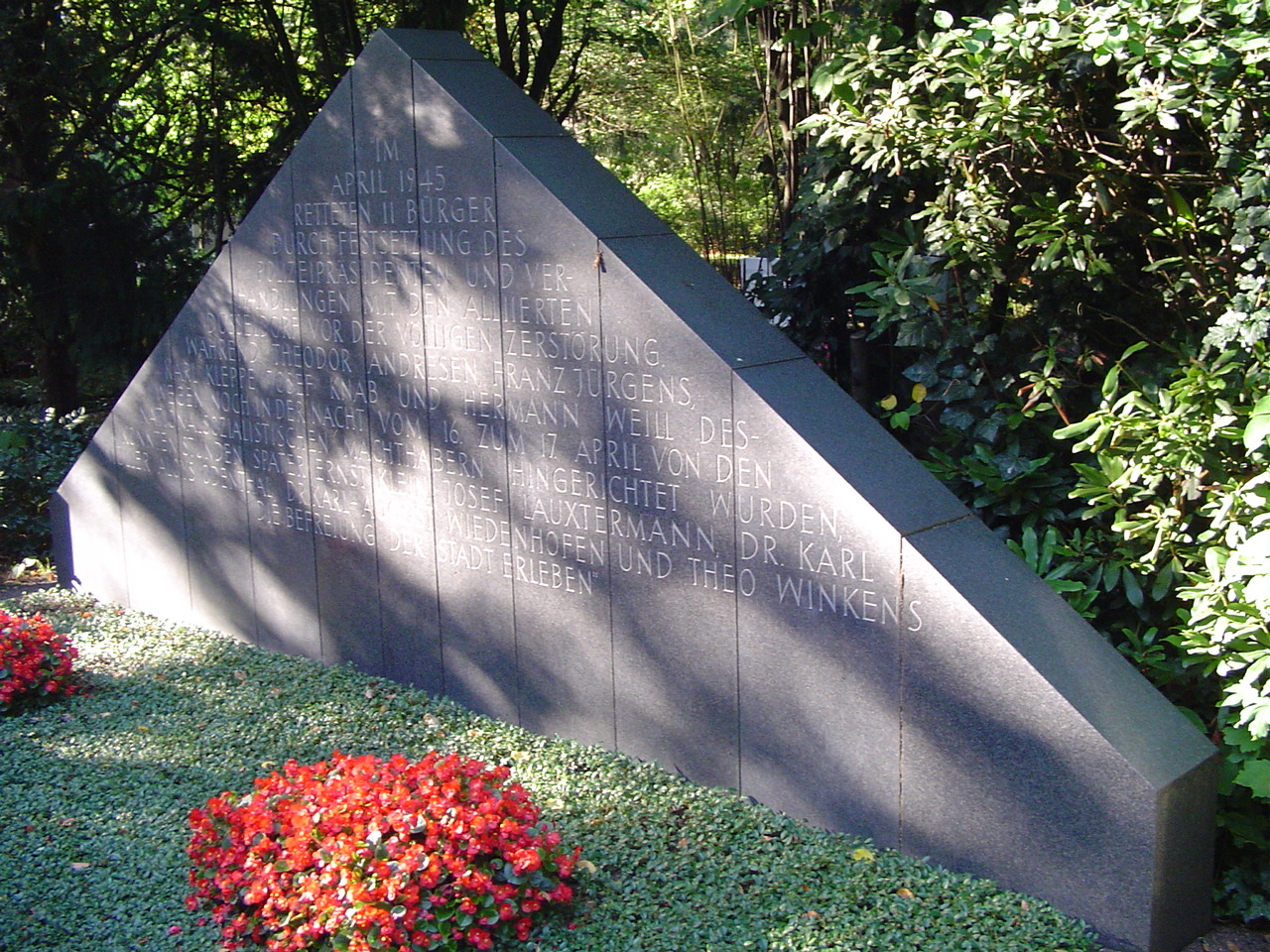
Ehrenmal auf dem Nordfriedhof Düsseldorf, errichtet am 17. April 1995. Bildhauer Peter Rübsam.

Die Todesurteile aus den Standgerichtsverfahren wurden in den Jahren 1948 bis 1952 in insgesamt vier Gerichtsverfahren überprüft und letztlich vom Bundesgerichtshof als rechtmäßig befunden. 
 
Erst 1998 wurden sie aufgrund des Gesetzes zur Aufhebung nationalsozialistischer Unrechtsurteile wieder aufgehoben.
Die beteiligten Widerstandskämpfer erhielten zahlreiche Ehrungen. Die Hingerichteten wurden in Ehrengräbern auf dem Düsseldorfer Nordfriedhof, dem Gerresheimer Waldfriedhof und dem Stoffeler Friedhof beigesetzt, es wurden Gedenkstätten errichtet und Straßen und Plätze nach ihnen benannt. Aloys Odenthal erhielt 1985 die Ehrenbürgerrechte Düsseldorfs.
Am 17. April 2011 wurde von Oberbürgermeister Dirk Elbers der Weg der Befreiung eingeweiht, der aus sechs Stelen besteht, die an Stationen des Weges von Odenthal und Wiedenhofen aufgestellt sind. Im „Franz-Jürgens-Berufskolleg“ wurde im Jahr 2012 ein Gedenkraum hergerichtet.

## Beteiligte Personen an den Ereignissen vom 16. und 17. April 1945
- Theodor Andresen (1907–1945), Bauunternehmer
- Otto Goetsch (1900–1962), stellvertretender Polizeipräsident Düsseldorf
- Carl Bernhard Hettmer, Organisationsleiter der Gruppe um Wiedenhofen
- Franz Jürgens (1895–1945), Kommandant der Schutzpolizei Düsseldorf
- Karl Kleppe (1889–1945), Malermeister
- Josef Knab (1894–1945), Ingenieur und Kaufmann
- Ernst Klein (1900–1964), Schreinermeister
- Josef Lauxtermann (1898–1972), Bäckermeister
- Karl Müller (1893–1949), Rechtsanwalt
- Aloys Odenthal (1912–2003), Architekt
- Hermann Weill (1924–1945), Student
- Karl August Wiedenhofen (1888–1958), Rechtsanwalt
- Theodor Winkens (1897–1967), Angestellter im Polizeipräsidium Düsseldorf

siehe auch:
- Friedrich Karl Florian (1894–1975), Gauleiter Düsseldorf, Reichsverteidigungskommissar
- August Korreng (* 1878; † 7. Juni 1945, Suizid), SS-Brigadeführer und Düsseldorfer Polizeipräsident
- Karl Brumshagen, Vorsitzender des Standgerichts Jürgens
- Walter Model (1891–1945), Generalfeldmarschall und 1945 Stadtkommandant Düsseldorf
- Major Peiper, Vorsitzender des Standgerichts Andresen, Kleppe, Knab und Weill